# Прагче
Прагчето е част от грифа, при някои темперирани музикални инструменти, като китара, мандолина, някои видове лютня, банджо и т.н. за разлика от нетемперираните интрументи (цигулка, виолончело и т.н.), при темперираните звукът е с определена величина. Тя се постига именно с помощта на прагчето, което поставя свободната вибрираща част от струната на точното място върху грифа.
Обикновено прагчетата се набиват в дървената плоскост на грифа. Изработват се от различни материали – месинг и бронз, стомана, сребро - според някои автори видът на материала, от който се изготвят прагчетата, играе съществена роля за звука. Срещат се също прагчето от кост, камък и други материали.
Звукоизвличането става, като съответният пръст на лявата ръка, се притисне плътно преди прагчето и по този начин скъсява дължината на вибриращата струна.
По-стандарт при китарата разстоянието между два съседни прага е интервал от полутон. Т.е. между първия и втория праг имаме полутон разлика, а между първия и третия имаме интервал от цял тон.